# Wiltz
Wiltz (lucembursky Wolz) je město v severním Lucembursku se 6 243 obyvateli (rok 2014), správní centrum stejnojmenného kantonu. Nachází se v kopcovitém a lesnatém regionu Oesling a protéká jím řeka Wiltz. 

## Historie
První písemná zmínka o Wiltzu pochází z roku 764, roku 1240 obdržel městská práva (kamenný kříž z roku 1502 před radnicí je upomínkou na hrdelní právo). 
Architektonickou památkou je zámek pánů z Wiltzu z roku 1573 (po druhé světové válce adaptovaný na domov seniorů) s okolním parkem, kde se každoročně koná mezinárodní hudební a divadelní festival. Na kopci nad městem se nachází svatyně Zjevení Panny Marie ve Fátimě, Wiltz je známý také díky vysokoškolskému kampusu a pravidelným skautským setkáním. Muzeum připomíná zdejší tradici koželužství a pivovarnictví.
V srpnu 1942 ve Wiltzu vypukla generální stávka proti německým okupantům, která záhy zachvátila celé Lucembursko. Na přelomu let 1944 a 1945 se v okolí města konaly těžké boje, které vešly do historie jako Bitva v Ardenách. Padlé vojáky připomíná pomník v podobě tanku.
V roce 2015 bylo k Wiltzu administrativně připojeno sousední městečko Eschweiler.

## Partnerská města
- Celorico de Basto
- Zavidovići